# 趙孟頫故居舊址紀念館
趙孟頫故居舊址紀念館位于浙江省湖州市所前街月河橋西側孫衙河頭（甘棠橋南），展館占地面積4500平方米，建築面積約2000平方米。是目前湖州最大的一座宅、院結合的仿宋古建築群。

## 建設
其以趙孟頫故居為基礎建築改建，1994年被湖州市政府以「趙孟頫故居」之名列為市級文保單位，2003年更名為“趙孟頫故居舊址”，2009年上半年改建，原址上的晚清民國建築全部拆除。2011年上半年完成紀念館建設，2012年1月正式對外開放。

### 歷程

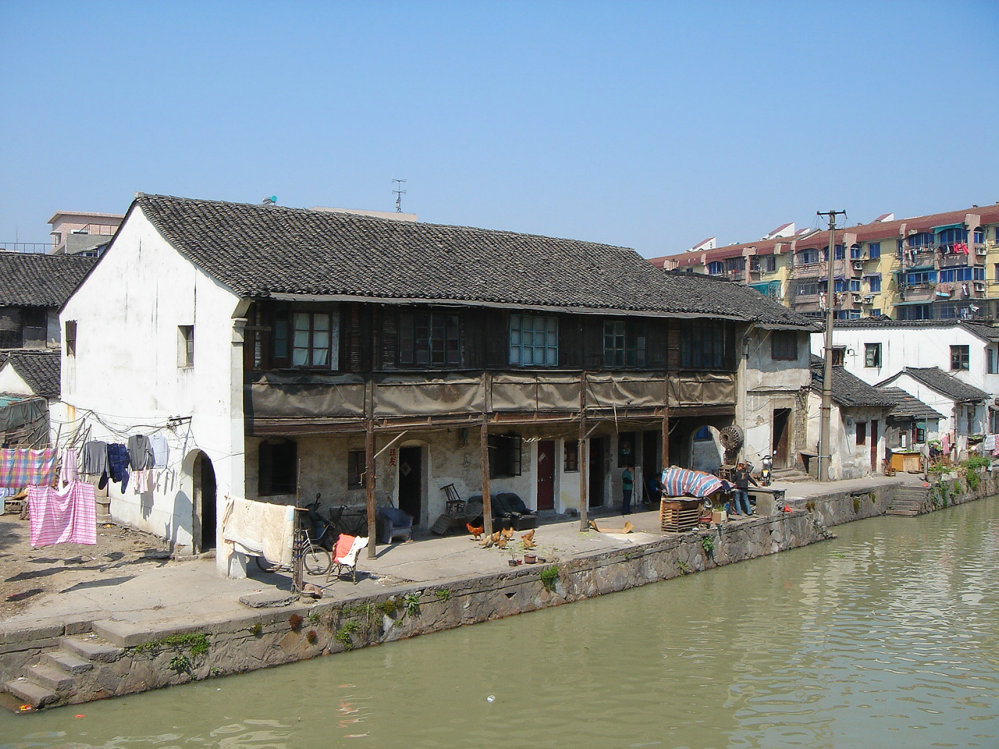
故址原貌（2005年3月）
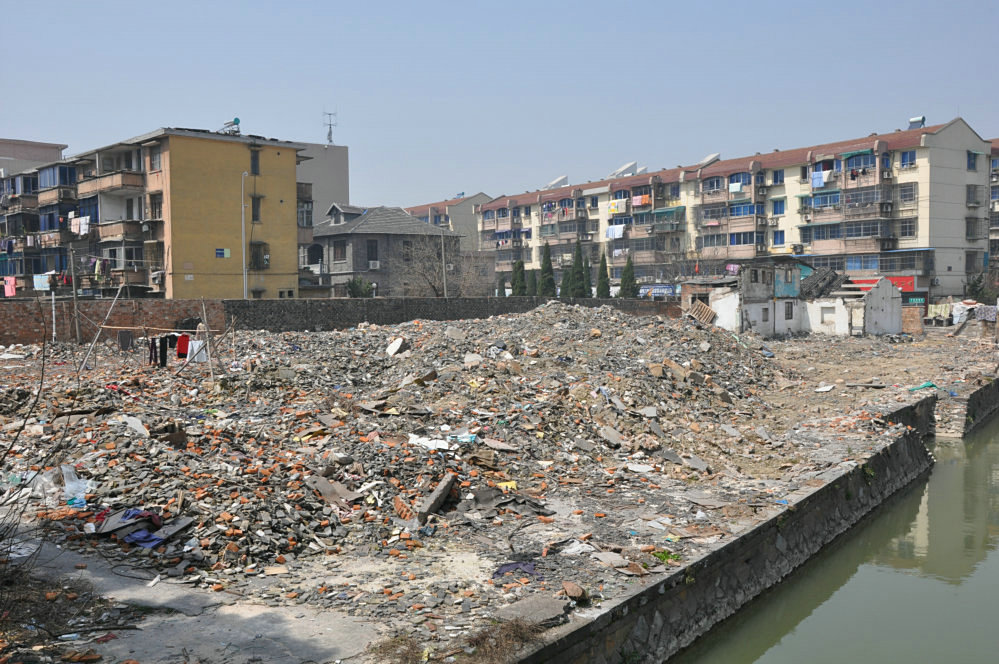
拆建改造中（2010年3月）
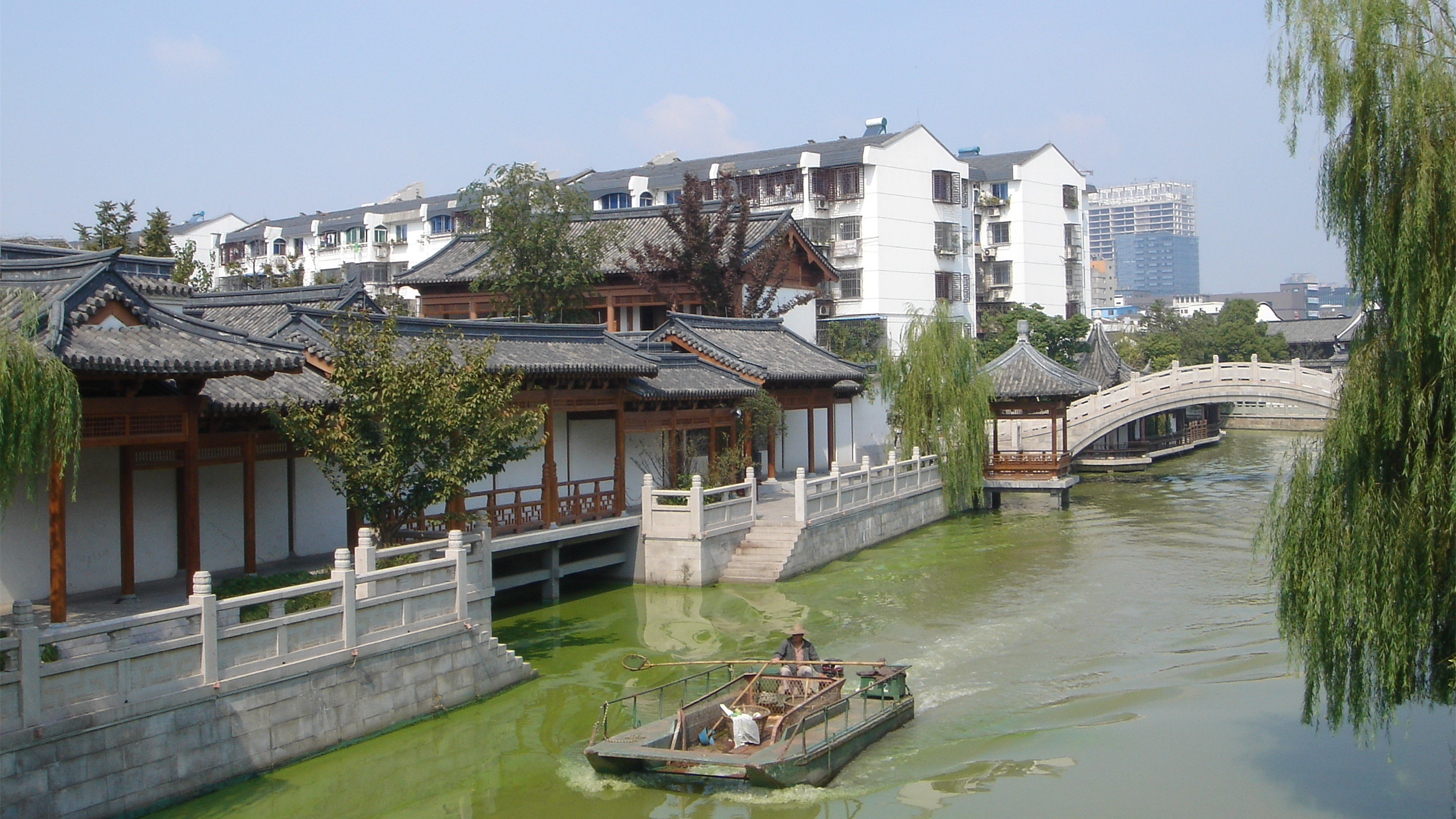
改造後（2012年10月）

## 結構
展館分2個展廳5個單元進行展示：「宋室貴胄 水精宮中人」、「應召元庭 鵲華秋色裏」、「儒學提舉 領袖書畫印」、「榮祿大夫 深宮度金曲」、「歸去來兮 魂歸青琉璃」，主要介紹了趙孟頫生平事略及重大歷史事件，如「吳興八俊」、「忠直議政」等等，還有趙孟頫各個時期藝術代表作的賞析，如「鵲華秋色圖」、「水村圖」等等。

### 景觀

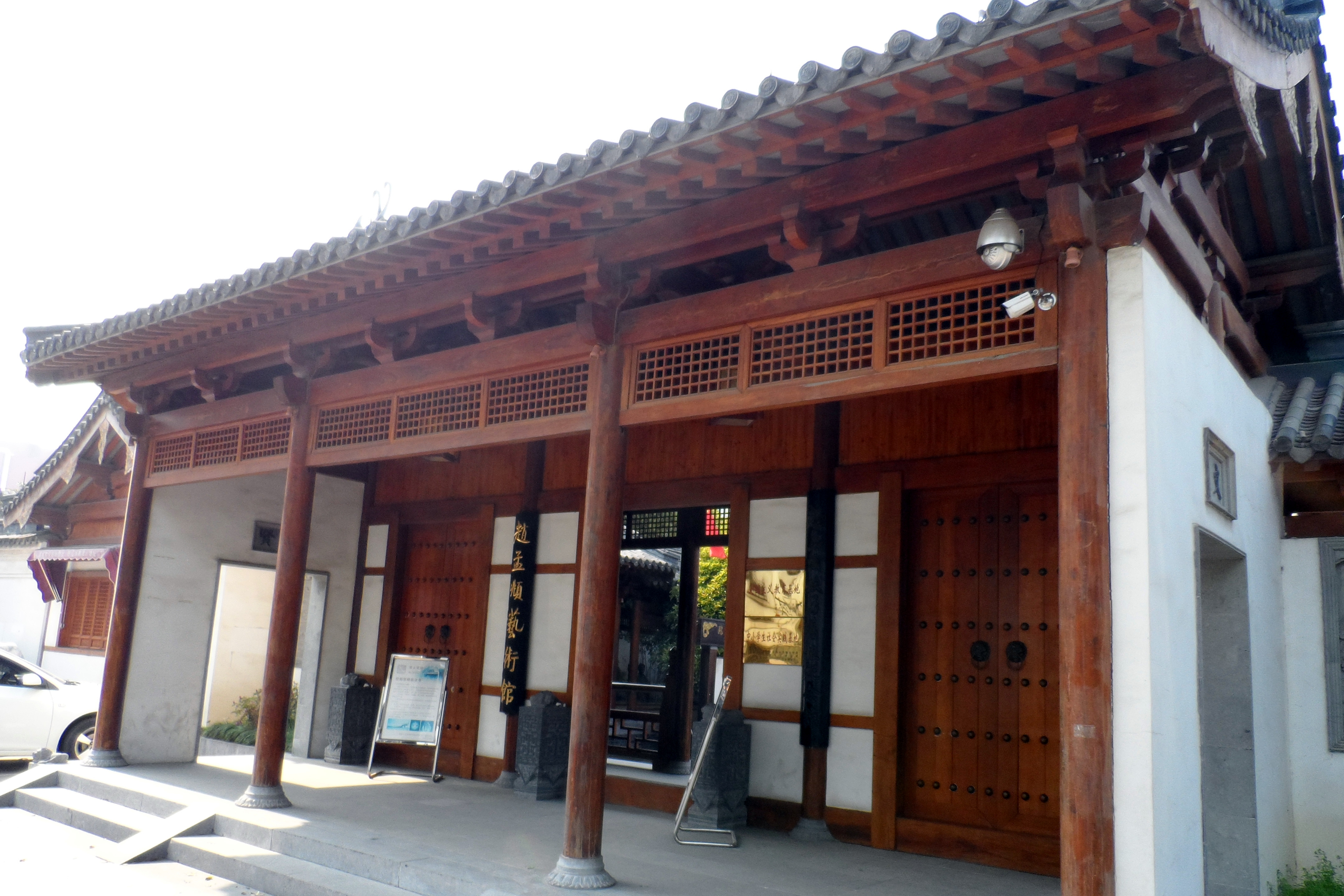
大門近景
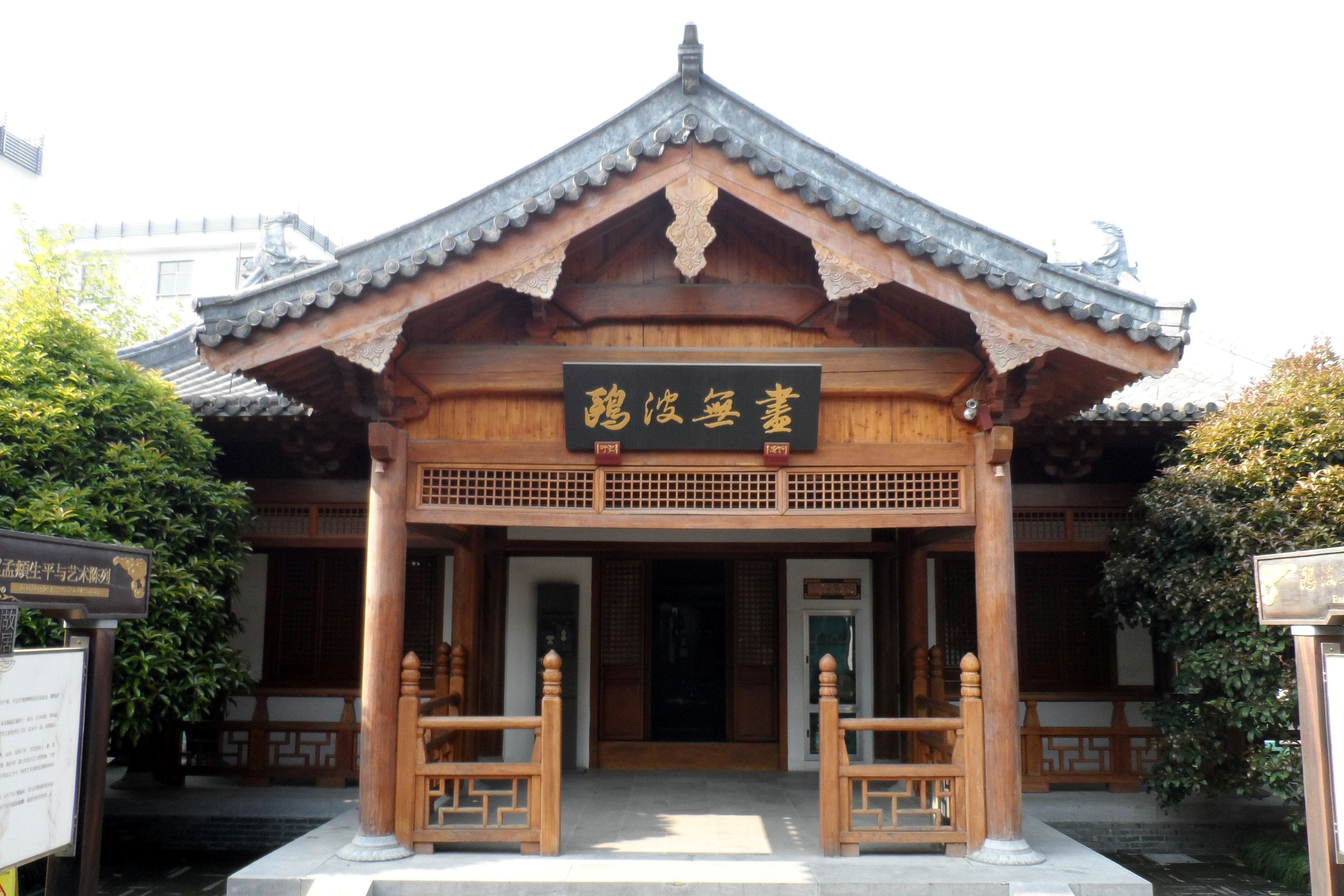
內景